# Journal of the Southwest
Il Journal of the Southwest (abbreviato anche in JSW o J Southwest) è una rivista accademica a revisione paritaria pubblicata dall'Università dell'Arizona, che si focalizza sulla ricerca interdisciplinare per gli studi di popoli e culture.
La rivista pubblica ricerche e recensioni riguardanti argomenti come antropologia, folklore, studi letterari, storiografia, studi sociopolitici e aspetti vari della natura della storia.

## Storia editoriale
La rivista fu pubblicata per la prima volta nel 1959 come un periodico sponsorizzato dall'Università dell'Arizona (UA), sotto il nome di Arizona e l'Ovest.
Nel 1987 la responsabilità dell'editoriale della rivista fu riorganizzata assieme all'istituto di ricerche riformato nell'Università, il Southwest Center, fondato nel 1986.
La rivista cambiò nome nell'attuale Journal of the Southwest, "Rivista del Sud Ovest", riazzerando la numerazione e cambiando grafica del testo. La rivista è ora pubblicata, ogni qualvolta cominci una nuova stagione, dalla stampa dell'Università con coordinazione editoriale del Southwest Center.